# Marie Bjerre
Marie Bjerre Holst (født 6. maj 1986) er en dansk advokat og politiker, der har været medlem af Folketinget for Venstre siden 2019 samt fra SVM-regeringens dannelse i december 2022 til 23. november 2023 digitaliseringsminister og minister for ligestilling, en post hun genindtrådte i 7. december 2023 efter at Mia Wagner måtte trække sig af helbredsmæssige årsager.

## Opvækst og uddannelse
Marie Bjerre er født og opvokset i Rødkærsbro. Hun blev student fra Viborg Katedralskole i 2005, og studerede jura på Københavns Universitet hvor hun blev cand.jur i 2011. Marie Bjerre læste til Master of Laws ved University of California, Berkeley i USA i 2015-2016.

## Privatliv
Marie Bjerre bor i Aalborg. Hun er gift og har to døtre, født i 2018 og 2021.

## Politisk virke
Marie Bjerre var landssekretær i Folkeskoleelevernes Landsorganisation 2002-2003 og uddannelsespolitisk sekretær i Gymnasieelevernes Landsorganisation 2003-2004. I 2004-2005 var hun formand for Venstres Ungdom i Viborg. I perioden 2007-2009 var hun medlem af Venstres Ungdoms Landsstyrelse og Forretningsudvalg.
Marie Bjerre var i sin studentertid i 2006-2007 politisk assistent for daværende politisk ordfører for Venstre Troels Lund Poulsen i Folketinget. I 2010-2012 arbejdede hun som politisk assistent for Jens Rohde (Venstre/ALDE) i Europa-Parlamentet.
Marie Bjerre blev opstillet til Folketinget i Himmerlandkredsen i 2016, og blev valgt til Folketinget ved valget i 2019 med 8.627 personlige stemmer. Det var det 6. højeste personlige stemmetal i Nordjyllands Storkreds.
Bjerre har været Venstres klimaordfører, og anser bæredygtighed som et liberalt grundsyn og fundamental frihedsdimension at forvalte ressourcer med omhu. At efterlade en klimagæld til næste generation ville derimod indskrænke kommende generationers frihed.
Ved Folketingsvalget 2022 fik Bjerre 9.744 personlige stemmer i Nordjyllands Storkreds.
Efter regeringsforhandlingerne blev hun den 15. december 2022 udnævnt til digitaliseringsminister og minister for ligestilling i Regeringen Mette Frederiksen II. Posten bestred hun frem til 23. november 2023, hvor der blev foretaget en regeringsrokade som følge af, at Troels Lund Poulsen weekenden forinden var blevet valgt som ny formand for Venstre. Marie Bjerre blev 7. december 2023 genudnævnt som digitaliseringsminister og minister for ligestilling efter Mia Wagner måtte træde tilbage af helbredsmæssige årsager.
Ved regeringsrokaden 29. august 2024 blev Bjerres post som digitaliserings- og ligestillingsminister byttet ud med den genoprettede titel som Europaminister.  Dette kom kort tid efter Marie Bjerre kom i stort uvejr som ligestillingsminister pga. udtalelser om den "omsiggribende fokus på kønsidentitet" i en artikel i Jyllands-Posten op til Copenhagen Pride 2024. Udtalelserne i artiklen blev groft kritiseret af bl.a. sekretariatschef i LGBT+ Danmark, Susanne Branner. Branner kaldte det en "mavepuster" og "kæmpe tillidsbrud" med forunderlig timing fra ligestillingsministeren. 

## Erhvervskarriere
Marie Bjerre var advokat og advokatfuldmægtig fra 2012-2016 hos Gorrissen Federspiel og fra 2016 til 2018 var hun advokat hos STORM Advokatfirma i Aalborg.